# Danville, Illinois
Danville är en stad (city) i Vermilion County, i delstaten Illinois, USA. Enligt United States Census Bureau har staden en folkmängd på 32 982 invånare (2011) och en landarea på 46,3 km². Danville är huvudort i Vermilion County.